# Dunnichen
Dunnichen (Dùn Neachdain en gaélique écossais) est un village d'Écosse. Il est situé dans l'Angus, entre Letham (en) et Forfar.

## Histoire
La colline de Dunnichen Hill est traditionnellement considérée comme le site de la bataille de Nechtansmere (685). Une pierre gravée picte, la pierre de Dunnichen (en), a été découverte à Dunnichen en 1811.